# Opiona confusa
Opiona confusa är en mångfotingart som beskrevs av Gardner och Shelley 1989. Opiona confusa ingår i släktet Opiona och familjen Caseyidae. Inga underarter finns listade i Catalogue of Life.